# Distrito Municipal de Nkangala
Nkangala es un distrito municipal de Sudáfrica en la provincia de Mpumalanga
Comprende una superficie de 16.893 km².
El centro administrativo es la ciudad de Middelburg

## Municipios locales
| Municipio local      | Población | %      | Capital       | Idioma principal                  |
| -------------------- | --------- | ------ | ------------- | --------------------------------- |
| Emalahleni           | 276 414   | 27.08% | Witbank       | Zulú                              |
| Thembisile Hani      | 258 878   | 25.37% | Kwaggafontein | Ndebele del Sur                   |
| Dr JS Moroka         | 243 308   | 23.84% | Siyabuswa     | Ndebele del Sur, Sesotho sa leboa |
| Steve Tshwete        | 142 777   | 13.99% | Middelburg    | zulú                              |
| Victor Khanye        | 56 205    | 5.51%  | Delmas        | Ndebele del Sur, Zulú             |
| Emakhazeni           | 43 008    | 4.21%  | Belfast       | Swazi                             |
| Mdala Nature Reserve | 0         | 0.00%  | -             | -                                 |